# Елім Олфінехта
Елім Олфінехта — (ірл. Elim Olfínechta) — верховний король Ірландії (за середньовічною ірландською історичною традицією). Час правління: 787–786 до н. е. (згідно «Історії Ірландії» Джеффрі Кітінга) або 1024–1023 до н. е. згідно хроніки Чотирьох Майстрів. Син Рохехтайд Роха — верховного короля Ірландії. Зайняв престол верховних королів після того, як його батько загинув від удару блискавки. За легендами в час його правління сніг, що випав одного разу мав смак вина — від цього й походить його прізвище (ірл. — Oll — великий, fín — вино, snechta — сніг). Правив Ірландією всього один рік. Був убитий Гіалхадом (ірл. — Gíallchad) — онуком Сірна Саеглаха (ірл. — Sírna Sáeglach) — верховного короля Ірландії, що був повалений батьком Еліма. «Книга захоплень Ірландії» синхронізує його правління з часом правління царя Фраортеса Мідійського (665–633 до н. е.), що сумнівно.